# Деннис, Ричард Уильям Джордж
Ри́чард Уи́льям Джордж Де́ннис (англ. Richard William George Dennis; 1910—2003) — британский миколог, сотрудник Королевских ботанических садов Кью, ведущий специалист по семейству Ксиляриевые и другим аскомицетам.

## Биография
Родился в городке Торнбери графства Глостершир 13 июля 1910 года. В 1927 году поступил в Бристольский университет. Окончив его с отличием, в 1930 году устроился на работу ассистентом в Западношотландском сельскохозяйственном колледже в Глазго. В 1934 году Деннис получил степень доктора в Университете Глазго, защитив диссертацию, посвящённую болезням овса.
С 1937 года Деннис работал на Исследовательской станции вирусов растений при Сельскохозяйственной школе в Кембридже. В 1939 году получил назначение на должность ассистента-фитопатолога в Министерстве сельского хозяйства Шотландии.
В 1944 году Ричард Уильям Джордж стал сотрудником Королевских ботанических садов Кью. В 1951 году он сменил Элси Уэйкфилд на должности главы микологического отделения. В 1949 году Деннис посетил Тринидад, в 1958 году — Венесуэлу. В 1970 году он издал иллюстрированный определитель грибов Венесуэлы и сопредельных государств. В 1977 году вышла книга Денниса по грибам Азорских островов, написанная по результатам наблюдений и сборов на Азорах и Мадейре.
Авторству Денниса принадлежат первая монография семейства Гиалосцифовые в Великобритании, а также многочисленные публикации по грибам Южной Америки, Вест-Индии, Новой Гвинеи, Африки.
С 1975 года Деннис ушёл в отставку, став почётным научным сотрудником Кью. Он продолжал заниматься изучением аскомицетов, постоянно совершал микологические поездки на Гебриды. Последняя прижизненная публикация относится к 1999 году. С 1975 года он был почётным членом Швейцарского микологического общества и членом-корреспондентом Ботанического общества Аргентины, с 1982 года — членом-корреспондентом Микологического общества Америки, с 1987 года — почётным членом Британского микологического общества.
Ричард Уильям Джордж Деннис скончался 7 июня 2003 года в возрасте 92 лет.

## Некоторые научные работы
- Dennis R.W.G. A revision of the British Hyaloscyphaceae, with notes on related European species. — 1949. — 97 p.
- Dennis R.W.G., Wakefield E.M. Common British fungi. — 1950. — 290 p.
- Dennis R.W.G. A revision of the British Helotiaceae in the Herbarium of the Royal Botanic Gardens, Kew. — 1956. — 216 p.
- Dennis R.W.G., Orton P.D., Hora F.B. New check list of British agarics and boleti. — 1960. — 225 p.
- Dennis R.W.G. British cup fungi and their allies. — 1960. — 280 p.
- Dennis R.W.G. Fungus flora of Venezuela and adjacent countries. — 1970. — 531 p. — ISBN 0-11-241000-6.
- Dennis R.W.G. Fungi of the Hebrides. — 1986. — 383 p. — ISBN 0-947643-02-8.
- Dennis R.W.G. The fungi of Southeast England. — 1995. — 295 p. — ISBN 0-947643-80-X.

## Роды, названные в честь Р. У. Дж. Денниса
- Dennisiella Bat. & Cif., 1962
- Dennisiodiscus Svrček, 1976, nom. nov.
- Dennisiomyces Singer, 1955